# Bộ Công
Bộ Công hay Công bộ (chữ Hán: 工部) là một cơ quan hành chính thời phong kiến tại các nước Đông Á, như Trung Quốc, Việt Nam, tương đương với cấp Bộ ngày nay. Đứng đầu Công bộ là Thượng thư (尚書, tương đương Bộ trưởng ngày nay); giúp việc có Tả Thị lang 左侍郎, Hữu Thị lang 右侍郎 (thời Lý - Trần - Lê) hoặc Tham tri (thời Nguyễn) (tương đương cấp Thứ trưởng ngày nay); Lang trung, Viên ngoại lang, Tư vụ... (tương đương Tổng cục trưởng, Cục trưởng, Vụ trưởng, Giám đốc các sở hoặc Chánh Văn phòng ngày nay).
Ngày nay, Công bộ có thể coi là tương đương với Bộ Xây dựng và Bộ Giao thông Vận tải. Quan đứng đầu bộ Công là Công bộ Thượng thư (Thượng thư bộ Công). Do xếp thứ sáu trong Lục bộ nên Thượng thư Bộ này có thể bị bãi, giáng hoặc thăng tiếp sang Thượng thư Bộ khác.

## Lịch sử

### Việt Nam
Các triều đại phong kiến Việt Nam sau thời kỳ giành lại độc lập từ chính quyền phương Bắc năm 938 qua các triều Ngô, Đinh, Tiền Lê chưa hình thành nên các Bộ (部). Đến thời kỳ Nhà Lý, năm 1089, Lý Nhân Tông bắt đầu đặt các bộ nhưng chưa đủ. Đời Trần chỉ có 4 bộ: Hình, Lại, Binh, Hộ đặt dưới quyền điều khiển của tướng quốc. Đầu thời Lê sơ, đời vua Lê Thái Tổ chỉ có 3 bộ: Lại, Lễ, Dân (tức Hộ Bộ). Đến đời Lệ Đức hầu Lê Nghi Dân, khoảng tháng 2 năm 1460, bàn việc đặt phủ huyện, lại đặt 6 bộ, 6 khoa và các quan ở phủ, huyện châu. Từ đây triều đình nước Đại Việt được tổ chức dựa theo hệ thống quan chế của các triều đại Trung Hoa mới chính thức đặt đầy đủ Lục bộ, Lục khoa, vì vậy Công bộ ra đời từ đây. Thời Lê Thánh Tông vẫn giữ nguyên và đặt dưới quyền điều khiển trực tiếp của hoàng đế. Đến giữa thời Lê trung hưng, các chúa Trịnh nắm hết quyền hành, lập ra lục phiên (Lễ phiên, Lại phiên, Công phiên, Hộ phiên,..) nằm trong phủ chúa, tồn tại song song với lục bộ. Lúc này lục bộ chỉ còn là hình thức, mọi việc do Lục phiên đảm trách. Đến thời Nguyễn lục bộ lại đặt trực tiếp dưới quyền nhà vua.
Dưới thời Nguyễn, biên chế Công bộ gồm: 1 Thượng thư, 2 Tả Hữu Tham tri, 2 Tả Hữu Thị lang, 3 Lang trung, 3 Viên ngoại, 4 Chủ sự, 4 Tư vụ, 8 chánh bát phẩm Thư lại.
Quan đứng đầu bộ Công, theo quan chế thời Hồng Đức và Bảo Thái cho hàm tòng nhị phẩm; thời Nguyễn cho hàm Chánh nhị phẩm, thuộc hàng Chánh khanh. Về Thanh lại ty, ở Công bộ có Doanh thiện Thanh lại ty thảo kế hoạch xây dựng hoặc sửa chữa, Công trình Thanh lại ty trông coi thực hiện công trình.
Chiêu Thống, năm thứ 1 (1787), bãi các viên chức sáu phiên, công việc cho cả về sáu bộ. Năm ấy đặt liêu thuộc sáu bộ tham chiếu quan chế cũ đời Hồng Đức mà định lại. Do đó Công bộ, lệ cũ: Tư vụ một viện, hai thuộc ty Thanh lại (Doanh thiện, Công trình), lang trung, viên ngoại đều một viên, thuộc lại 40 người. Nay định lại: Tư vụ và Thanh lại ty đều để như cũ. Đặt thêm ba viên câu kê, thuộc lại đặt 60 người: cai bạ 10 người, thủ bạ 10 người, đô lại 40 người.

### Trung Quốc
Thời Tùy, Đường và Ngũ đại, Công bộ là một trong sáu bộ (Lục bộ) của Thượng thư tỉnh. Dưới thời Đường, biên chế Công bộ gồm: Công bộ ty, Đồn điền ty, Ngu bộ ty, Thủy bộ ty.
Dưới thời Tống, biên chế Công bộ gồm: Phán bộ sự (1 người), từ niên hiệu Nguyên Phong Tống Thần Tông về sau: Thượng thư một người (Tòng nhị phẩm), Thị lang 1 người (tòng tam phẩm).

## Chức trách
Công bộ có chức năng trông coi việc xây dựng thành lũy, đắp đê, xây dựng cầu cống đường sá, việc thổ mộc, tu sửa các công trình khi cần thiết, xây dựng cung điện, lăng tẩm cho các vua chúa.
Bộ Công có những nhiệm vụ và quyền hạn chủ yếu sau đây:
- Hằng năm Bộ Công phải sai quan đi xem xét những thành trì, đường sá, cầu cống, đê điều trọng yếu. Nơi nào cần sửa chữa, xây mới thì tính xem hết bao nhiêu tiền và trình lên vua, sau đó sang Bộ Hộ lĩnh rồi cho tiến hành công việc.[7]
- Quản đốc thợ thuyền và công việc trong các công xưởng của nhà nước, xưởng làm vũ khí, xưởng đúc tiền, chế tạo đồ dùng cho vua và quan lại.
- Đóng tàu thuyền cho thủy binh

Đời nhà Tùy, Công bộ quản lý nghiệp vụ kinh tế và hậu cần như nông nghiệp, xây dựng, thủ công nghiệp. Đời nhà Minh, Công bộ chủ quản kiến thiết công cộng và có địa vị khá thấp. Thời nhà Thanh, Công bộ xử lý mọi dự án xây cất của triều đình gồm các cung điện, đền đài và sửa chữa các đường thủy cũng như các kênh tiêu lũ. Họ cũng chịu trách nhiệm đúc tiền.